# 南豐新邨
南豐新邨（英語：Nan Fung Sun Chuen）是位於香港島東區鰂魚涌的私人住宅屋苑，由南豐集團於1978年開發建設，並由協興建築興建。屋苑沿基利路及基利坊而立，共有12座物業，提供合共2,832個住宅單位。物業各棟大廈的高度由28到33層不等。第1至5座分別坐落於基利路32至40號（雙數），而第6至12座則分別坐落於基利坊27至15號（單數）。因其相對比較大型的發展規模，而成為於1970年代後期建成的物業在香港物業市場中的指標。

## 人口統計

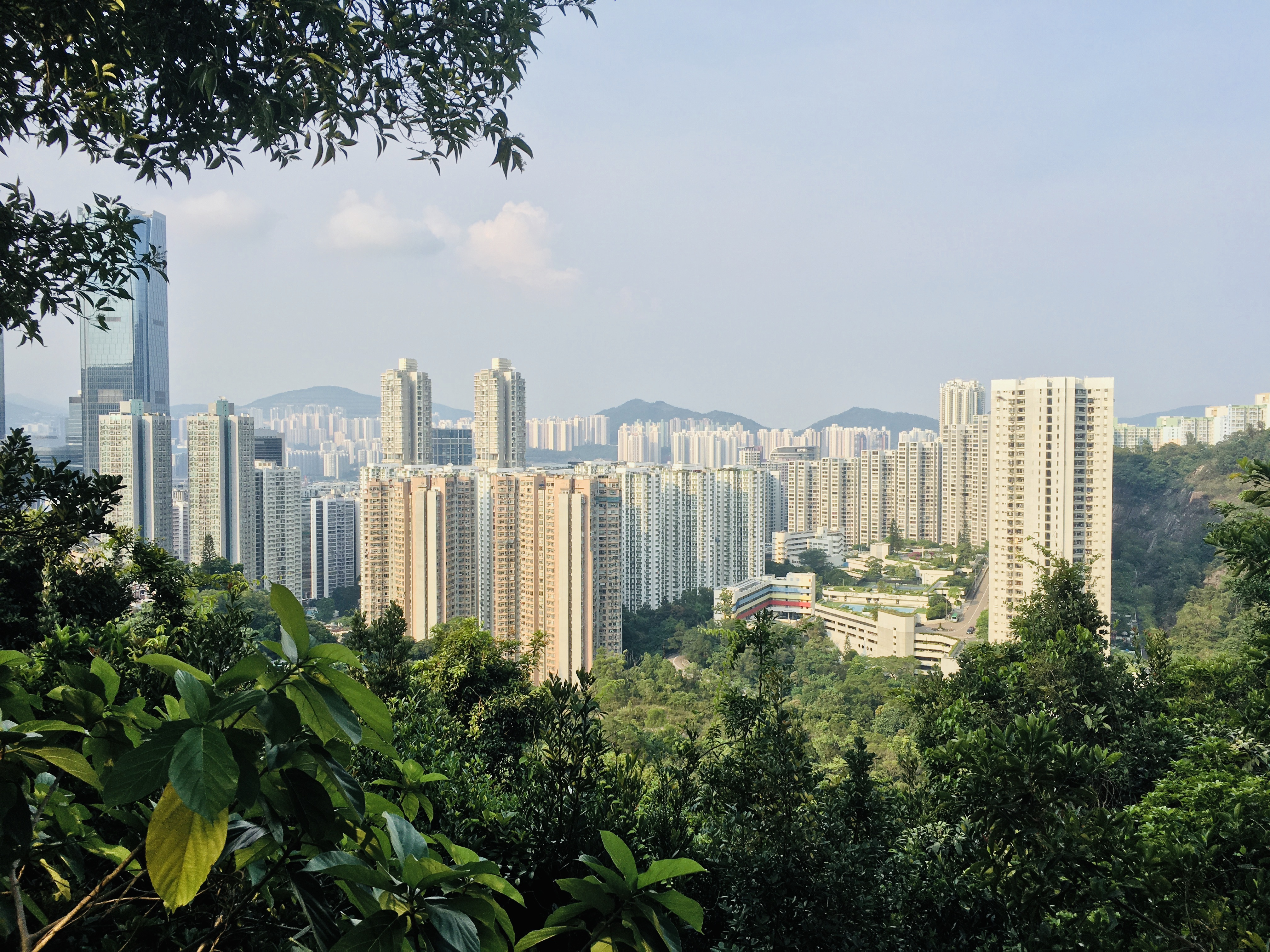
從柏架山道俯瞰南豐新邨（中央白綠相間樓宇）

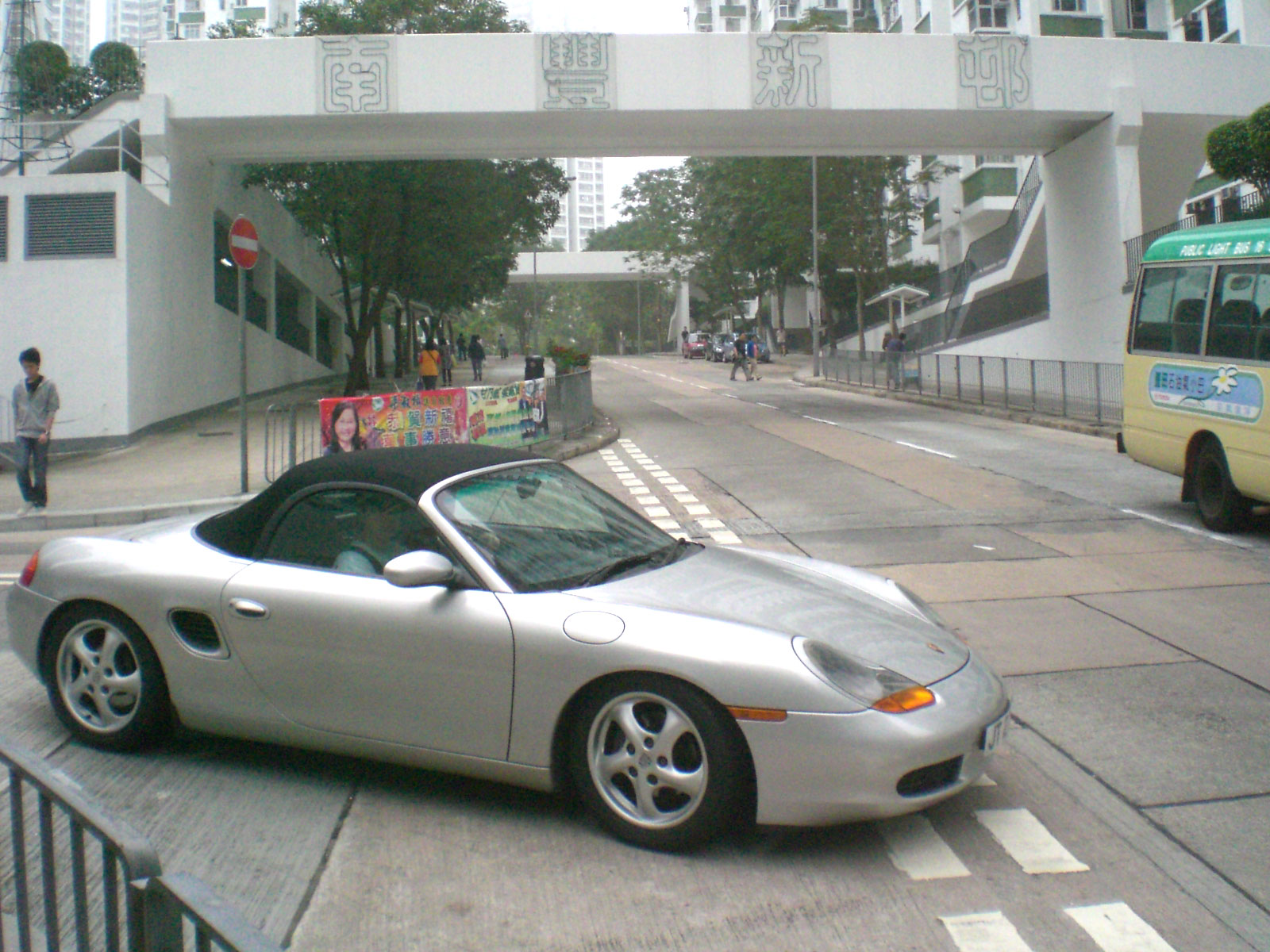
基利坊路口，出基利路

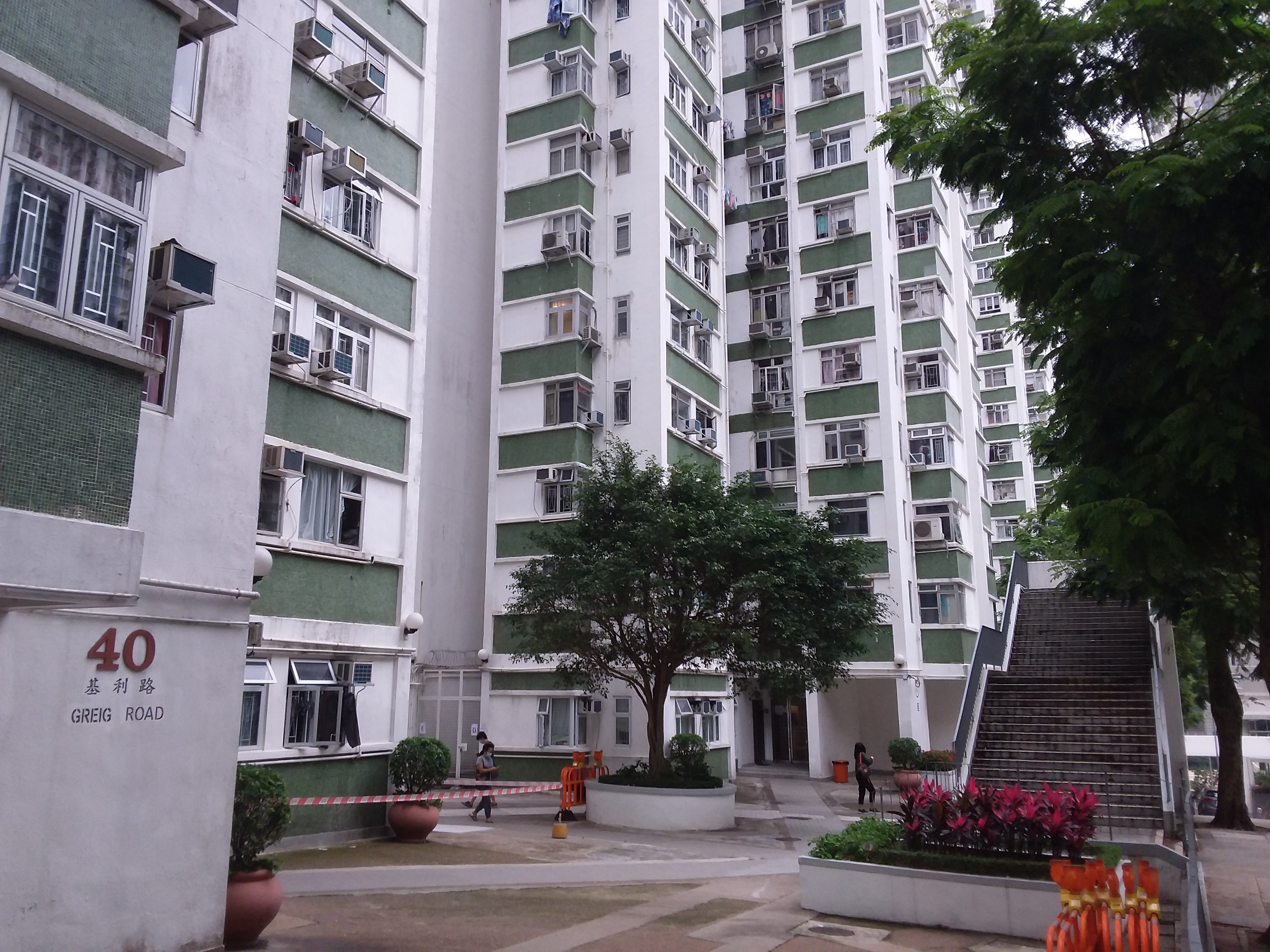
屋苑內的環境

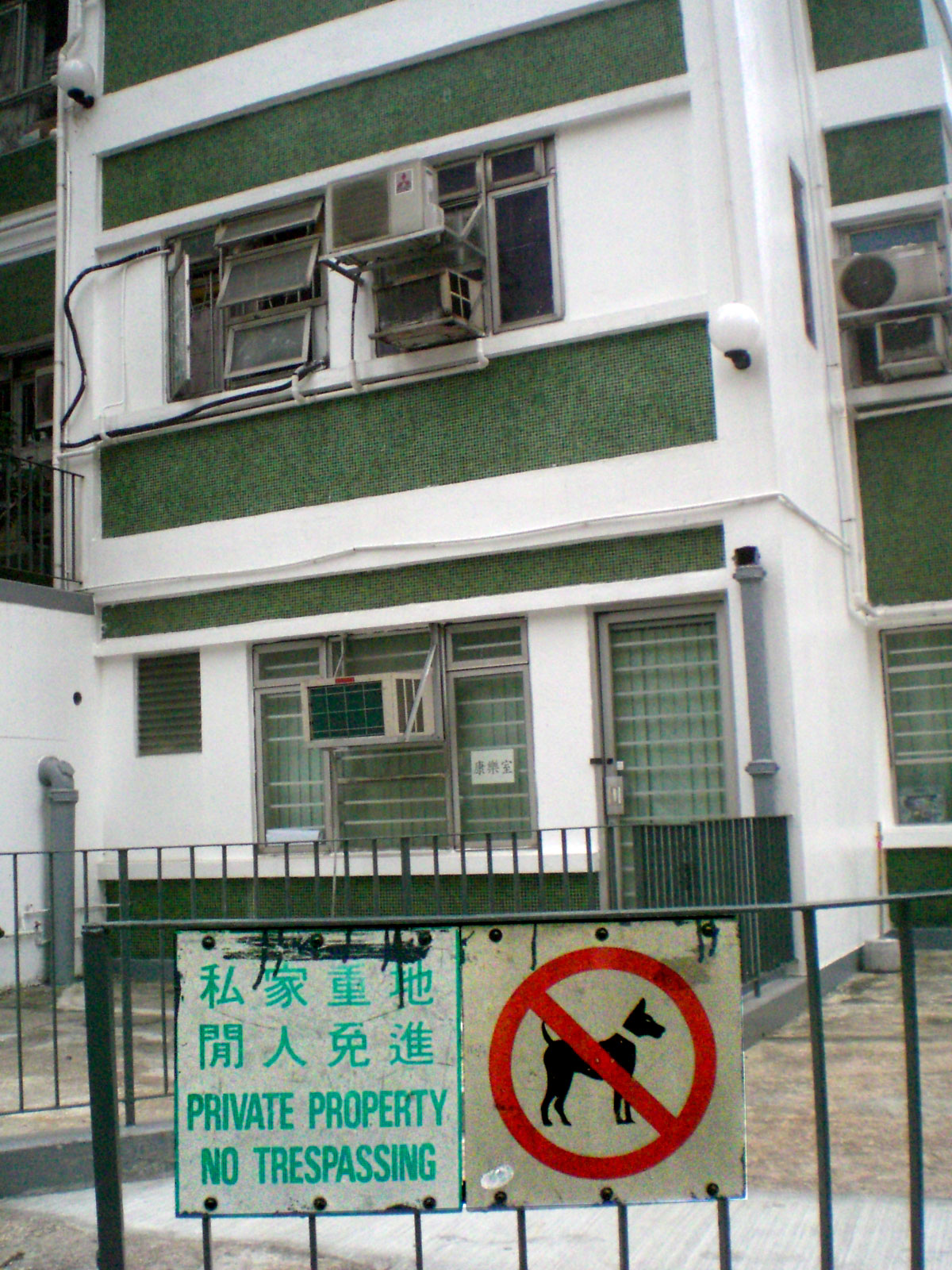
禁犬通告

根據2021年香港人口普查，南豐新邨共有2,711個家庭，由6,877人組成，平均每個家庭有2.5人。8.0%的人口年齡介乎0至14歲，30.8%介乎15至44歲，31.5%介乎45至64歲，還有29.7%是65歲或以上。年齡中位數是50.4歲。有90.8%的人表示粵語是他們最常用的語言，2.9%使用漢語或其他漢語方言，也有6.3%使用英語或其他語言。在15歲或以上的住戶當中，分別有25.3%的男性及21.6%的女性從未結婚。同樣在15歲或以上的人口當中，18.6%有小學或以下的教育程度，39.9%達中學或預科程度，41.5%則持大專或以上的學歷。
入息方面，家庭住戶每月收入中位數為37,230港元。

## 物業管理
南豐新邨的物業管理服務是由南豐集團轄下的萬寶物業管理有限公司提供。

## 所屬選區
南豐新邨位處於東區區議會的南豐選區（其他屬同一選區的物業為康景花園、柏蕙苑、太成樓、太就樓、太興樓、太隆樓）。該區的區議會議席多年來一直由民主黨取得，在2019年區議會選舉中，現任區議員張國昌成功以4,315票當選，再次連任。現時議席懸空。

## 軼事
南豐新邨據聞是藝人譚詠麟的發迹地，故此雖然他已經搬離多時，卻仍然持有單位，矢言永不放售，但沒有人確切知道他擁有的住宅所在。
香港前行政長官林鄭月娥大學時期曾居於南豐新邨7座28樓E室。

## 事件
2001年12月22日，南豐新邨第7座12樓一單位發生命案，任職保險公司女培訓經理的女子李麗儀（37歲）與上司搞婚外情，但遭上司拋棄，欲與丈夫伍劍華（37歲）重修舊好，奈何丈夫又與情婦如膠似漆，她妒意大生，搜購大量安眠藥混入雞湯給丈夫飲用，並在家中縱火製造自殺假局。2003年12月4日，高等法院裁定被告謀殺罪成，依例判囚終身。
2023年9月1日，天文台懸掛十號颶風信號期間，南豐新邨天台太陽能板和多塊鋅鐵被強風吹起並撞向其中一個單位外牆，單位睡房至少兩隻玻璃窗碎裂，同時擊毀多個單位的冷氣機，石屎及玻璃碎散落一地。有的士亦懷疑遭砸中損毀。